# Pelicaria
Pelicaria is een geslacht van weekdieren uit de klasse van de Gastropoda (slakken).

## Soorten
- Pelicaria arahura Beu, 2010 †
- Pelicaria canaliculata (Zittel, 1865) †
- Pelicaria cestata Marwick, 1965 †
- Pelicaria clarki (Neef, 1970) †
- Pelicaria granttaylori Beu, 2010 †
- Pelicaria lacera (Marwick, 1931) †
- Pelicaria marima (Neef, 1970) †
- Pelicaria monilifera (Suter, 1914) †
- Pelicaria nana (Marwick, 1926) †
- Pelicaria parva (Suter, 1915) †
- Pelicaria procanalis Beu, 1970 †
- Pelicaria pseudovermis (Bartrum & Powell, 1928) †
- Pelicaria rugosa (Marwick, 1924) †
- Pelicaria vermis (Martyn, 1784)
- Pelicaria zelandiae (P. Marshall & R. Murdoch, 1920) †